# Quiché Vinak
Quiché Vinak  es una ópera en tres actos con un libreto de Virgilio Rodríguez Beteta puesto en metro músico por Jesús Castillo.

## Acción
La obra está situada en la víspera de la invasión de Guatemala por los españoles en 1524. La princesa kaqchikel Alitza está a punto de ser sacrificada por los sumos sacerdotes quiché, para evitar que los dioses destruyan el mundo con hambrunas, pestes y terremotos. Sin embargo, un instante antes de que le extraigan el corazón a Alitza desciende del aire el príncipe quiché Amalchi, dotado de poderes mágicos. Ante el asombro del pueblo congregado libera a la víctima, llevándola consigo en vuelo para esconderla en la montaña. Los sacerdotes sin embargo están determinados de recapturar a la princesa y sacrificarla para evitar la ira de los dioses. Con ese propósito designan a uno de ellos para que vaya en búsqueda de la víctima. Convertido en coyote, el brujo encuentra a los dos jóvenes, que se han enamorado profundamente, y los duerme con un incienso mágico. Una vez inconscientes, el brujo despoja a Amalchi de sus poderes y captura a la pareja, conduciéndola de nuevo hacia la plaza para sacrificarlos. En la hoguera, se juran amor eterno, y en el dolor del holocausto los sobreviene el poder de la adivinación, prediciendo el ocaso del pueblo Quiché ante los Hijos del Sol. En ese instante hacen su aparición los españoles con sus yelmos, corazas, lanzas y caballos, dejando al pueblo Quiché sumido en el terror.

## Estilo

### Música
La composición está basada en elementos melódicos y rítmicos de la música quiché y mam recolectada e investigada por Castillo en el Departamento de Quetzaltenango, lo cual confiere a la obra su aire indígena. La orquestación fue encomendada al compositor Fabián Rodríguez.

## Datos históricos

### Creación
Quiché Vinak (que se puede traducir como la gente del Quiché o el pueblo Quiché) es una ópera compuesta por Jesús Castillo entre 1917 y 1923 sobre un libreto de Virgilio Rodríguez Beteta. Es una de las primeras obras musicales y escénicas sobre temas indígenas autóctonas en las Américas, con la proyección de elementos de música autóctona.
La obra se ubica en la tradición de las óperas latinoamericanas con temas históricos y tendencias nacionalistas como el Guatimotzin de Aniceto Ortega, Il Guarany de Antonio Carlos Gomes, Ollanta y Atahualpa de José María Valle Riestra, Huémac de Pascual de Rogatis y Atzimba de Ricardo Castro, entre muchas otras.

### Reparto del estreno
- Alitza: Clara Andreu
- Amalchi: Augusto Monterroso
- Brujo coyote: Francisco Brewer
- Coro y ballet
- Orquesta Filarmónica
- J. Alberto Mendoza, director concertador.

### Recepción
La ópera fue estrenada en el Teatro Abril de la Ciudad de Guatemala, el 25 de julio de 1924, en el cuarto centenario de la fundación de la Ciudad de Santiago de Guatemala. Fue auspiciada por la Sociedad de Geografía e Historia, hoy Academia de Geografía e Historia de Guatemala, de la cual Castillo era miembro de número. El reparto contó con la soprano Clara Andreu como Alitza, el tenor Augusto Monterroso como Amalchi, y el bajo Francisco Brewer como el brujo-coyote. Los coros, incluyendo a los diez sacerdotes principales, fueron preparados por Manuel Pinto, y las coreografías de los números danzados fueron elaboradas por Elisa Padilla y Francisco Cordón. La orquesta de 60 músicos filarmónicos que acompañó el estreno estuvo bajo la dirección del maestro J. Alberto Mendoza. La reacción crítica fue muy positiva, fundamentando la fama de Jesús Castillo. Esa misma noche, el compositor fue condecorado con las Palmas Académicas por el embajador de Francia. Copias de la partitura fueron enviadas a diferentes centros de documentación musical, lo cual hizo posible la reiterada interpretación de selecciones de la obra en ciudades importantes de Alemania y los Estados Unidos de América.